# Mia Nyegaard
Mia Nyegaard (født 8. marts 1974 i Sydkorea) er en dansk politiker, medlem af Radikale Venstre (siden 2000) og Kultur- og Fritidsborgmester i Københavns Kommune siden 1. januar 2022. Hun var Beskæftigelses- og integrationsborgmester 31. oktober 2017 - 31. december 2017 og Socialborgmester fra 1. januar 2018 til 31. december 2021 samt Kultur– og fritidsborgmester fra 1. januar 2022.

## Baggrund
Mia Nygaard er opvokset i Fredericia og rundet af forenings-Danmark.
Hun sidder i bestyrelsen for Game (en NGO, som arbejder for at skabe forandringer gennem gadeidræt for børn og unge) og har tidligere siddet i bestyrelsen for bl.a. Hellebro (et værested for unge hjemløse) og HopeNow (en NGO, som bekæmper menneskehandel), samt været frivillig i forskellige andre foreninger.

## Uddannelse og job
Nyegaard er uddannet cand.scient.pol. fra Københavns Universitet (2004) og har en mastergrad i Afrikastudier.
Hun var næstformand i bestyrelsen for Copenhagen Capacity 2018-2021
Hun har tidligere været adm. direktør for Friis-Holm Chokolade A/S og derudover arbejdet i både det offentlige og private i København, London, Malmø og Bruxelles, senest som selvstændig forretningsudvikler.

## Politisk
Mia Nyegaard har være medlem af det Radikale Venstre siden 2000 og har lige siden været aktiv i partiets forskellige bestyrelser og udvalg.
Hun opstillede førstegang til Borgerrepræsentationen i København ved valget i 2009.
Mia Nyegaard har været opstillet som folketingskandidat i valgene i 2011 og 2015, dog uden at blive valgt.
Mia Nyegaard trådte for alvor ind på den politiske scene da hun kort inden kommunalvalget i 2017 med kort varsel erstattede Anna Mee Allerslev som radikale borgmester kandidat i København Hun blev med 3.844 personlige stemmer den største radikale stemmesluger i København ved seneste valg i 2017